# Corvinus Presse
Die Corvinus Presse ist ein Verlag in Berlin, dessen Bücher zumeist in besonderer bibliophiler Gestaltung im traditionellen Handsatz sowie in spezieller, handgefertigter Japanbindung als Künstlerbücher und Pressendrucke hergestellt werden. 2009 wurde die Corvinus Presse mit dem Victor Otto Stomps-Preis ausgezeichnet.

## Verlagsgeschichte
Die Corvinus Presse wurde in der Wende-Zeit von Hendrik Liersch in Berlin gegründet. Im April 1990 kam das erste Buch heraus. Seither sind über 200 Bücher erschienen. Das Verlagsprogramm umfasst Lyrik, Aphorismen, Prosa und literaturwissenschaftliche Texte von deutschen und internationalen Autoren.

## Bibliophile Herstellung und Verlagskonzept
Die meisten Bücher werden in der ursprünglichen Handsatzform des manuellen Bleisatzes vom Verleger selbst hergestellt und auch – zumeist in Japanbindung – handgebunden. Jedes Buch wird in einem anderen bibliophilen Verfahren zusammengestellt, so dass Bücher mit „sinnlich erfahrbaren Individualitätsmerkmalen“ entstehen. Die Bände fallen durch „eine sorgfältige und phantasievolle Machart ins Auge. Jedes Buch unterscheidet sich in Papier, Satz und Format vom anderen. Jedes enthält die eine oder andere Grafik, die nicht als Illustration zum Text, sondern als eigenständiges Werk zu verstehen ist.“ Die taz schrieb über den Kleinverlag:
„Während die großen Verlage immer größer werden, indem sie sich die kleinen einverleiben, gedeiht jenseits dieses Verdrängungswettbewerbs ein Unkraut, das ob seiner Fruchtbarkeit unaustilgbar scheint: der Kleinstverlag. Und weil auf dieser Ebene, immer hart an der kapitalistischen Grasnarbe, ohnehin kein Profit zu machen ist, kann man hier so rücksichtslos schöne Bücher machen wie zum Beispiel Hendrik Liersch und seine Corvinus Presse“. Der Verleger sucht – laut Uwe Grüning – seine Autoren bei den in Vergessenheit Geratenen oder noch nicht Arrivierten, er hat „ein Faible für Außergewöhnliches“ sowie für „die Publikation einer anscheinend wenig gefragten Literaturgattung, der sich die größeren Verlage mehr und mehr verweigern: der Lyrik.“
Wegen der handwerklichen Machart seiner Bücher beschränkt sich der Verlag vorwiegend auf die literarischen Formen Lyrik, Aphorismen und Kurzprosa. Der Verleger sieht sich „dabei in der Tradition des legendären V. O. Stomps, auf dessen Rabenpresse der Name Corvinus Presse Bezug nimmt“. Weitere Bücher erscheinen im Maschinendruck.

## Bekannte Autoren und Bücher
Zu den deutschsprachigen Autoren, deren bibliophile Bücher in der Corvinus Presse erschienen, gehören die Schriftsteller und Lyriker Petrus Akkordeon, Hans Bender, Henryk Bereska, Horst Bingel, Wilfried M. Bonsack, Theo Breuer, Hansjürgen Bulkowski, Ingo Cesaro, Harald Gröhler, Aldona Gustas, Anna Hoffmann, Peter Huckauf, Otto Jägersberg, Adrian Kasnitz, Marco Kerler, Hans Neuenfels, Heinrich Ost, Uve Schmidt, Victor Otto Stomps und Guntram Vesper. Ferner gibt es unter anderem Bücher der tschechischen Dichter Emil Juliš und František Listopad sowie des polnischen Schriftstellers Tadeusz Różewicz und des US-amerikanischen Dichters Kenneth Rexroth.
Zahlreiche Künstler arbeiteten mit den Autoren und dem Verleger zusammen, um die Bücher mit Grafiken und Zeichnungen zu einem Gesamtkunstwerk zu gestalten. Außer den aus Chile stammenden Künstlern Guillermo Deisler und Pablo Lira waren zum Beispiel die griechische Malerin Litsa Spathi, der Zeichner und Grafiker Horst Hussel, Bernhard Jäger, Hans Scheib, Arno Waldschmidt, Kay Voigtmann, Zoppe Voskuhl, Schoko Casana Rosso sowie Johannes Vennekamp mit wesentlichen Beiträgen beteiligt.

## Ausstellungen
Die auch von Sammlern geschätzten bibliophilen Ausgaben des Verlages wurden in mehreren Einzelausstellungen gezeigt, zum Beispiel
- 2008: Niedersächsische Landesbibliothek Hannover
- 2007: Mainzer Minipressen-Messe (regelmäßig seit 1991)
- 2003: Freie Universität Berlin, Universitätsbibliothek
- 1999: Bücherstadt Wünsdorf
- 1998: Galeria de Arta 32, Klausenburg (Rumänien)
- 1997: Stadtbücherei Coburg

Die Künstlerbücher sind in renommierten Bibliotheken im In- und Ausland zu finden, so in den USA beispielsweise in der Princeton University und Harvard University, in England in der University of Oxford und der Universitätsbibliothek Cambridge oder in Deutschland in der Herzogin Anna Amalia Bibliothek.

## Sekundärliteratur
- Hans Bender: Der Verlag ohne Telephon. In: Süddeutsche Zeitung. 9. Dezember 1992.
- Liane von Billerbeck: Alchemist und Büchernarr. Der Verleger Hendrik Liersch. In: Wochenpost. Nr. 31/1992.
- Theo Breuer: Im Delta der Verlage für Lyrik: Corvinus Presse. In: Theo Breuer: Aus dem Hinterland. Lyrik nach 2000. Edition YE, Sistig/Eifel 2005, ISBN 3-87512-186-4, S. 143 ff., hier: S. 195 ff.
- Bernd Heimberger: Die Lust des Entdeckens. In: Neue Zeit. 29. Februar 1992.
- Cornelia Staudacher: Entdeckungen, edel und liebevoll gestaltet. Die Corvinus Presse ediert literarische Raritäten und bibliophile Ausgaben. In: Berliner Zeitung. 17. August 1994.